# Camel (papierosy)

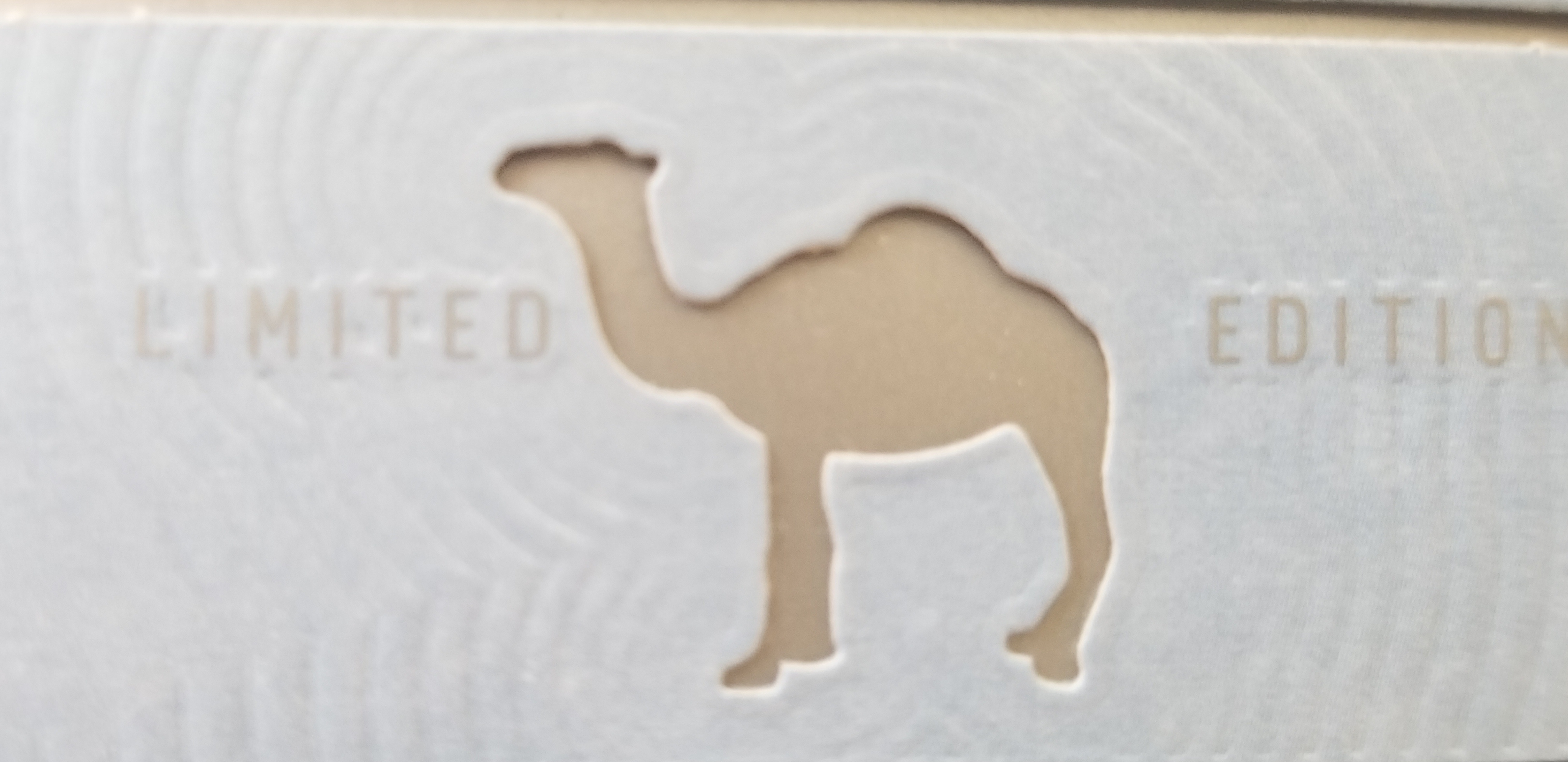
logo marki Camel

Camel – marka papierosów produkowana przez koncern tytoniowy Japan Tobacco International.
Do ich produkcji używa się mieszanki tytoniów pochodzenia głównie tureckiego i amerykańskiego. Produkcję cameli rozpoczęto w 1913. Umieszczony na ich opakowaniu wielbłąd jednogarbny to maskotka marki i jej logo, znane jako Joe Camel. Wielbłąd ten występuje w reklamach wytwórni.
W latach 90. producent w ramach akcji promocyjnej w Polsce wprowadził postać pluszowego wielbłąda. Ponieważ sprzedaż spadała, niedługo potem papierosy Camel zostały wycofane z rynku polskiego.
Obecnie marka powróciła na rynek wspierana (marketing i sprzedaż) przez firmę Gallaher Polska S.A. Obecnie marka Camel należy do koncernu JT International.

## Warianty
Na polskim rynku papierosy te są dostępne w kilku wariantach:
- Filters
- Authentic Filters
- Blue
- Blue Superslims
- Option
- Option Superline